# الدوري الأوروغواياني لكرة القدم 2009–10
الدوري الأوروغواياني لكرة القدم 2009–10 (بالإسبانية: Campeonato Uruguayo de Primera División 2009-10)‏ هو الموسم 106 من الدوري الأوروغواياني لكرة القدم. أقيم بتاريخ 22 أغسطس 2009، وأشرف على تنظيمه اتحاد أوروغواي لكرة القدم، وكان عدد الأندية المشاركة فيه 16، وفاز فيه بنيارول.